# Prezydium Rady Ministrów
1. Prezydium Rady Ministrów – aparat pomocniczy Prezesa Rady Ministrów w II Rzeczypospolitej[1].
2. Prezydium rządu – nieformalna część Rady Ministrów, w skład której wchodzi Prezes Rady Ministrów oraz jego zastępcy.

## Skład prezydium trzeciego rządu Donalda Tuska od 13 grudnia 2023
- Prezes Rady Ministrów
  - Donald Tusk (PO)
- Wiceprezesi Rady Ministrów
  - Krzysztof Gawkowski (NL) – wiceprezes Rady Ministrów i minister cyfryzacji od 13 grudnia 2023
  - Władysław Kosiniak-Kamysz (PSL) – wiceprezes Rady Ministrów i minister obrony narodowej od 13 grudnia 2023
  - Radosław Sikorski (PO) – wiceprezes Rady Ministrów od 24 lipca 2025 oraz minister spraw zagranicznych od 13 grudnia 2023

## Skład prezydium trzeciego rządu Mateusza Morawieckiego od 27 listopada 2023 do 13 grudnia 2023
- Prezes Rady Ministrów
  - Mateusz Morawiecki (PiS)

## Skład prezydium drugiego rządu Mateusza Morawieckiego (od 15 listopada 2019 do 27 listopada 2023)
- Prezes Rady Ministrów
  - Mateusz Morawiecki (PiS)
- Wiceprezesi Rady Ministrów
  - Jarosław Kaczyński (PiS) – od 6 października 2020 do 19 czerwca 2022 i od 21 czerwca 2023 do 27 listopada 2023
  - Piotr Gliński (PiS) – wiceprezes Rady Ministrów od 15 listopada 2019 do 21 czerwca 2023, minister kultury i dziedzictwa narodowego od 15 listopada 2019 do 6 października 2020 i od 26 października 2021, minister kultury, dziedzictwa narodowego i sportu od 6 października 2020 do 26 października 2021
  - Jacek Sasin (PiS) – minister aktywów państwowych od 15 listopada 2019, wiceprezes Rady Ministrów od 4 czerwca 2019 do 21 czerwca 2023
  - Henryk Kowalczyk (PiS) – minister rolnictwa i rozwoju wsi od 26 października 2021 do 6 kwietnia 2023, wiceprezes Rady Ministrów od 26 października 2021 do 21 czerwca 2023
  - Mariusz Błaszczak (PiS) – minister obrony narodowej od 9 stycznia 2018, wiceprezes Rady Ministrów od 22 czerwca 2022 do 21 czerwca 2023
  - Jadwiga Emilewicz (bezpartyjna) – minister rozwoju od 15 listopada 2019 do 6 października 2020, wiceprezes Rady Ministrów od 9 kwietnia 2020 do 6 października 2020
  - Jarosław Gowin (Porozumienie) – minister nauki i szkolnictwa wyższego od 15 listopada 2019 do 9 kwietnia 2020, minister rozwoju, pracy i technologii od 6 października 2020 do 11 sierpnia 2021

## Skład prezydium pierwszego rządu Mateusza Morawieckiego (od 11 grudnia 2017 do 15 listopada 2019)
- Prezes Rady Ministrów
  - Mateusz Morawiecki (PiS) – minister rozwoju i minister finansów
- Wiceprezesi Rady Ministrów
  - Beata Szydło (PiS) – szefowa Komitetu Społecznego RM od 11 grudnia 2017 do 3 czerwca 2019
  - Piotr Gliński (PiS) – minister kultury i dziedzictwa narodowego od 11 grudnia 2017 do 15 listopada 2019
  - Jarosław Gowin (Porozumienie) – minister nauki i szkolnictwa wyższego od 11 grudnia 2017 do 15 listopada 2019
  - Jacek Sasin (PiS) – wiceprezes Rady Ministrów od 4 czerwca 2019 do 15 listopada 2019

## Skład prezydium rządu Beaty Szydło (od 16 listopada 2015 do 11 grudnia 2017)
- Prezes Rady Ministrów
  - Beata Szydło (PiS)
- Wiceprezesi Rady Ministrów
  - Piotr Gliński (PiS) – minister kultury i dziedzictwa narodowego
  - Jarosław Gowin (Polska Razem) – minister nauki i szkolnictwa wyższego
  - Mateusz Morawiecki (PiS) – minister rozwoju i minister finansów

## Skład prezydium rządu Ewy Kopacz (od 22 września 2014 do 16 listopada 2015)
- Prezes Rady Ministrów
  - Ewa Kopacz (PO)
- Wiceprezesi Rady Ministrów
  - Janusz Piechociński (PSL) – minister gospodarki
  - Tomasz Siemoniak (PO) – minister obrony narodowej

## Skład prezydium drugiego rządu Donalda Tuska (od 18 listopada 2011 do 22 września 2014)
- Prezes Rady Ministrów
  - Donald Tusk (PO)
- Wiceprezesi Rady Ministrów
  - Janusz Piechociński (PSL) – minister gospodarki od 6 grudnia 2012
  - Elżbieta Bieńkowska (PO) – minister infrastruktury i rozwoju od 27 listopada 2013
  - Waldemar Pawlak (PSL) – minister gospodarki do 27 listopada 2012
  - Jacek Rostowski (PO) – minister finansów od 25 lutego 2013 do 27 listopada 2013

## Skład prezydium pierwszego rządu Donalda Tuska (od 16 listopada 2007 do 18 listopada 2011)
- Prezes Rady Ministrów
  - Donald Tusk (PO)
- Wiceprezesi Rady Ministrów
  - Waldemar Pawlak (PSL) – minister gospodarki
  - Grzegorz Schetyna (PO) – minister spraw wewnętrznych i administracji do 13 października 2009

## Skład prezydium rządu Jarosława Kaczyńskiego (od 14 lipca 2006 do 16 listopada 2007)
- Prezes Rady Ministrów
  - Jarosław Kaczyński (PiS)
- Wiceprezesi Rady Ministrów
  - Ludwik Dorn (PiS) – wiceprezes Rady Ministrów do 27 kwietnia 2007, minister spraw wewnętrznych i administracji do 7 lutego 2007
  - Roman Giertych (LPR) – minister edukacji narodowej do 13 sierpnia 2007
  - Przemysław Gosiewski (ur. 1964, zm. 2010) (PiS) – Przewodniczący Komitetu Stałego Rady Ministrów od 8 maja 2007 do 7 września 2007 i od 11 września 2007 do 16 listopada 2007
  - Andrzej Lepper (ur. 1954, zm. 2011) (Samoobrona) – minister rolnictwa i rozwoju wsi do 22 września 2006 i od 16 października 2006 do 9 lipca 2007
  - Zyta Gilowska (ur. 1949, zm. 2016) (bezpartyjna) – minister finansów od 22 września 2006 do 7 września 2007 i od 10 września 2007 do 16 listopada 2007

## Skład prezydium rządu Kazimierza Marcinkiewicza (od 31 października 2005 do 14 lipca 2006)
- Prezes Rady Ministrów
  - Kazimierz Marcinkiewicz (PiS)
- Wiceprezesi Rady Ministrów
  - Ludwik Dorn (PiS) – minister spraw wewnętrznych i administracji od 21 listopada 2005 do 14 lipca 2006,
  - Roman Giertych (LPR) – minister edukacji narodowej od 5 maja 2006 do 14 lipca 2006
  - Andrzej Lepper (ur. 1954, zm. 2011) (Samoobrona) – minister rolnictwa i rozwoju wsi od 5 maja 2006 do 14 lipca 2006
  - Zyta Gilowska (ur. 1949, zm. 2016) (bezpartyjna) – minister finansów od 7 stycznia 2006 do 24 czerwca 2006

## Skład prezydium drugiego rządu Marka Belki (od 11 czerwca 2004 do 31 października 2005)
- Prezes Rady Ministrów
  - Marek Belka (SLD)
- Wiceprezesi Rady Ministrów
  - Jerzy Hausner (SLD) – minister gospodarki i pracy do 31 marca 2005
  - Izabela Jaruga-Nowacka (ur. 1950, zm. 2010) (Unia Pracy) – minister polityki społecznej od 24 listopada 2004 do 31 października 2005

## Skład prezydium pierwszego rządu Marka Belki (od 2 maja 2004 do 11 czerwca 2004)
- Prezes Rady Ministrów
  - Marek Belka
- Wiceprezesi Rady Ministrów
  - Jerzy Hausner – minister gospodarki i pracy
  - Izabela Jaruga-Nowacka (ur. 1950, zm. 2010)

## Skład prezydium rządu Leszka Millera (od 19 października 2001 do 2 maja 2004)
- Prezes Rady Ministrów
  - Leszek Miller
- Wiceprezesi Rady Ministrów
  - Marek Pol – minister infrastruktury
  - Marek Belka – minister finansów do 6 lipca 2002
  - Jarosław Kalinowski – minister rolnictwa i rozwoju wsi do 3 marca 2003
  - Grzegorz Kołodko – minister finansów od 6 lipca 2002 do 16 czerwca 2003
  - Jerzy Hausner – minister gospodarki, pracy i polityki społecznej od 16 czerwca 2003 do 2 maja 2004
  - Józef Oleksy (ur. 1946, zm. 2015) – minister spraw wewnętrznych i administracji od 21 stycznia 2004 do 21 kwietnia 2004

## Skład prezydium rządu Jerzego Buzka (od 19 października 1997 do 19 października 2001)
- Prezes Rady Ministrów
  - Jerzy Buzek
- Wiceprezesi Rady Ministrów
  - Janusz Tomaszewski – minister spraw wewnętrznych i administracji do 3 września 1999
  - Leszek Balcerowicz – minister finansów do 8 czerwca 2000
  - Janusz Steinhoff – minister gospodarki od 12 czerwca 2000 do 19 października 2001
  - Longin Komołowski (ur. 1948, zm. 2016) – minister pracy i polityki społecznej od 19 października 1999 do 19 października 2001

## Skład prezydium rządu Włodzimierza Cimoszewicza (od 4 lutego 1996 do 19 października 1997)
- Prezes Rady Ministrów
  - Włodzimierz Cimoszewicz
- Wiceprezesi Rady Ministrów
  - Grzegorz Kołodko – minister finansów od 15 lutego 1996 do 4 lutego 1997
  - Roman Jagieliński – minister rolnictwa i gospodarki żywnościowej od 15 lutego 1996 do 10 kwietnia 1997
  - Mirosław Pietrewicz – minister skarbu państwa od 15 lutego 1996 do 31 października 1997
  - Marek Belka – minister finansów od 4 lutego 1997 do 31 października 1997
  - Jarosław Kalinowski – minister rolnictwa i gospodarki żywnościowej od 24 kwietnia 1997 do 31 października 1997

## Skład prezydium rządu Józefa Oleksego (od 4 marca 1995 do 4 lutego 1996)
- Prezes Rady Ministrów
  - Józef Oleksy (ur. 1946, zm. 2015)
- Wiceprezesi Rady Ministrów
  - Roman Jagieliński – minister rolnictwa i gospodarki żywnościowej
  - Grzegorz Kołodko – minister finansów
  - Aleksander Łuczak (ur. 1943, zm. 2023) – wiceprezes Rady Ministrów do 7 lutego 1996, minister nauki od 7 marca 1995 do 31 października 1997

## Skład prezydium rządu Waldemara Pawlaka (od 26 października 1993 do 4 marca 1995)
- Prezes Rady Ministrów
  - Waldemar Pawlak
- Wiceprezesi Rady Ministrów
  - Włodzimierz Cimoszewicz – minister sprawiedliwości i prokurator generalny
  - Aleksander Łuczak (ur. 1943, zm. 2023) – minister edukacji narodowej
  - Marek Borowski – minister finansów do 8 lutego 1994

## Skład prezydium rządu Hanny Suchockiej (od 11 lipca 1992 do 26 października 1993)
- Prezes Rady Ministrów
  - Hanna Suchocka
- Wiceprezesi Rady Ministrów
  - Henryk Goryszewski
  - Paweł Łączkowski

## Skład prezydium rządu Jana Olszewskiego (od 23 grudnia 1991 do 5 czerwca 1992)
- Prezes Rady Ministrów
  - Jan Olszewski

## Skład prezydium rządu Jana Krzysztofa Bieleckiego (od 12 stycznia 1991 do 23 grudnia 1991)
- Prezes Rady Ministrów
  - Jan Krzysztof Bielecki
- Wiceprezesi Rady Ministrów
  - Leszek Balcerowicz – minister finansów

## Skład prezydium rządu Tadeusza Mazowieckiego (III RP) (od 1 stycznia 1990 do 12 stycznia 1991)
- Prezes Rady Ministrów
  - Tadeusz Mazowiecki (ur. 1927, zm. 2013)
- Wiceprezesi Rady Ministrów
  - Leszek Balcerowicz – minister finansów
  - Czesław Kiszczak (ur. 1925, zm. 2015) – minister spraw wewnętrznych do 6 lipca 1990
  - Jan Janowski (ur. 1928, zm. 1998)
  - Czesław Janicki (ur. 1926, zm. 2012) – minister rolnictwa i gospodarki żywnościowej do 6 lipca 1990

## Skład prezydium rządu Tadeusza Mazowieckiego (PRL) (od 12 września 1989 do 31 grudnia 1989)
- Prezes Rady Ministrów
  - Tadeusz Mazowiecki (ur. 1927, zm. 2013)
- Wiceprezesi Rady Ministrów
  - Leszek Balcerowicz – minister finansów
  - Jan Janowski (ur. 1928, zm. 1998)
  - Czesław Janicki (ur. 1926, zm. 2012) – minister rolnictwa, gospodarki żywnościowej i leśnictwa
  - Czesław Kiszczak (ur. 1925, zm. 2015) – minister spraw wewnętrznych

## Skład prezydium rządu Czesława Kiszczaka (w sierpniu 1989)
- Prezes Rady Ministrów
  - Czesław Kiszczak (ur. 1925, zm. 2015)

## Skład prezydium rządu Mieczysława Rakowskiego (od 14 października 1988 do 1 sierpnia 1989)
- Prezes Rady Ministrów
  - Mieczysław Rakowski (ur. 1926, zm. 2008)
- Wiceprezesi Rady Ministrów
  - Janusz Patorski
  - Kazimierz Olesiak
  - Ireneusz Sekuła (ur. 1943, zm. 2000)

## Skład prezydium rządu Zbigniewa Messnera (od 12 listopada 1985 do 14 października 1988)
- Prezes Rady Ministrów
  - Zbigniew Messner (ur. 1929, zm. 2014)
- Wiceprezesi Rady Ministrów
  - Józef Kozioł
  - Zbigniew Szałajda
  - Manfred Gorywoda do 23 października 1987
  - Zdzisław Sadowski od 23 października 1987 do 14 października 1988
  - Władysław Gwiazda (ur. 1935, zm. 1998), od 12 listopada 1985 do 23 października 1987
  - Zbigniew Gertych (ur. 1922, zm. 2008), do 16 kwietnia 1987

## Skład prezydium rządu Wojciecha Jaruzelskiego (od 12 lutego 1981 do 12 listopada 1985)
- Prezes Rady Ministrów
  - Wojciech Jaruzelski (ur. 1923, zm. 2014)
- Wiceprezesi Rady Ministrów
  - Roman Malinowski
  - Stanisław Mach do 31 października 1981
  - Andrzej Jedynak do 9 października 1982
  - Zbigniew Madej do 9 października 1982
  - Zbigniew Szałajda od 9 października 1982 do 12 listopada 1985
  - Manfred Gorywoda od 22 listopada 1983 do 12 listopada 1985
  - Zenon Komender (ur. 1923, zm. 1993), od 21 lipca 1982 do 12 listopada 1985
  - Jerzy Ozdowski (ur. 1925, zm. 1994), od 12 lutego 1981 do 21 lipca 1982
  - Mieczysław Jagielski (ur. 1924, zm. 1997), od 12 lutego 1981 do 31 lipca 1981
  - Henryk Kisiel (ur. 1921, zm. 2000), od 12 lutego 1981 do 12 czerwca 1981
  - Edward Kowalczyk (ur. 1924, zm. 2000), od 31 października 1981 do 12 listopada 1985
  - Mieczysław F. Rakowski (ur. 1926, zm. 2008)
  - Janusz Obodowski (ur. 1930, zm. 2011), od 31 lipca 1981 do 12 listopada 1985
  - Zbigniew Messner (ur. 1929, zm. 2014), od 22 listopada 1983 do 12 listopada 1985

## Skład prezydium rządu Józefa Pińkowskiego (od 24 sierpnia 1980 do 12 lutego 1981)
- Prezes Rady Ministrów
  - Józef Pińkowski (ur. 1929, zm. 2000)
- Wiceprezesi Rady Ministrów
  - Roman Malinowski
  - Stanisław Mach od 8 października 1980 do 12 lutego 1981
  - Jerzy Ozdowski (ur. 1925, zm. 1994), od 21 listopada 1980 do 12 lutego 1981
  - Mieczysław Jagielski (ur. 1924, zm. 1997)
  - Stanisław Kowalczyk (ur. 1924, zm. 1998), od 8 października 1980 do 12 lutego 1981
  - Tadeusz Grabski (ur. 1929, zm. 1998), od 24 sierpnia 1980 do 8 października 1980
  - Henryk Kisiel (ur. 1921, zm. 2000)
  - Kazimierz Barcikowski (ur. 1927, zm. 2007), od 24 sierpnia 1980 do 8 października 1980
  - Aleksander Kopeć (ur. 1932, zm. 2015)

## Skład prezydium rządu Edwarda Babiucha (od 3 kwietnia 1980 do 24 sierpnia 1980)
- Prezes Rady Ministrów
  - Edward Babiuch
- Wiceprezesi Rady Ministrów
  - Roman Malinowski
  - Mieczysław Jagielski (ur. 1924, zm. 1997), od 3 kwietnia 1980 do 24 sierpnia 1980
  - Tadeusz Wrzaszczyk (ur. 1932, zm. 2002), od 3 kwietnia 1980 do 24 sierpnia 1980
  - Kazimierz Barcikowski (ur. 1927, zm. 2007), od 3 kwietnia 1980 do 24 sierpnia 1980
  - Tadeusz Pyka (ur. 1930, zm. 2009)

## Skład prezydium drugiego rządu Piotra Jaroszewicza (od 27 marca 1976 do 3 kwietnia 1980)
- Prezes Rady Ministrów
  - Piotr Jaroszewicz (ur. 1909, zm. 1992)
- Wiceprezesi Rady Ministrów
  - Józef Tejchma od 27 marca 1976 do 8 lutego 1979
  - Longin Cegielski (ur. 1920, zm. 1987), od 27 marca 1976 do 3 kwietnia 1980
  - Franciszek Kaim (ur. 1919, zm. 1996), od 27 marca 1976 do 8 lutego 1979
  - Mieczysław Jagielski (ur. 1924, zm. 1997), od 27 marca 1976 do 3 kwietnia 1980
  - Jan Szydlak (ur. 1925, zm. 1997), od 2 grudnia 1976 do 3 kwietnia 1980
  - Józef Kępa (ur. 1928, zm. 1998), od 2 grudnia 1976 do 8 lutego 1979
  - Alojzy Karkoszka (ur. 1929, zm. 2001), od 27 marca 1976 do 2 grudnia 1976
  - Kazimierz Secomski (ur. 1910, zm. 2002), od 2 grudnia 1976 do 3 kwietnia 1980
  - Tadeusz Wrzaszczyk (ur. 1932, zm. 2002), od 27 marca 1976 do 3 kwietnia 1980
  - Tadeusz Pyka (ur. 1930, zm. 2009), od 27 marca 1976 do 3 kwietnia 1980
  - Kazimierz Olszewski (ur. 1917, zm. 2014), do 17 grudnia 1977

## Skład prezydium pierwszego rządu Piotra Jaroszewicza (kontynuacja rządu Józefa Cyrankiewicza) (od 23 grudnia 1970 do 25 marca 1976)
- Prezes Rady Ministrów
  - Piotr Jaroszewicz (ur. 1909, zm. 1992)
- Wiceprezesi Rady Ministrów
  - Józef Tejchma od 29 marca 1972 do 25 marca 1976
  - Wincenty Kraśko (ur. 1916, zm. 1976), od 13 lutego 1971 do 28 marca 1972
  - Zdzisław Tomal (ur. 1921, zm. 1984), od 23 grudnia 1970 do 25 marca 1976
  - Stanisław Majewski (ur. 1915, zm. 1985), od 23 grudnia 1970 do 13 lutego 1971
  - Józef Kulesza (ur. 1919, zm. 1985), od 23 grudnia 1970 do 28 marca 1972
  - Franciszek Szlachcic (ur. 1920, zm. 1990), od 29 maja 1974 do 25 marca 1976
  - Franciszek Kaim (ur. 1919, zm. 1996), od 23 grudnia 1970 do 25 marca 1976
  - Mieczysław Jagielski (ur. 1924, zm. 1997), od 23 grudnia 1970 do 25 marca 1976
  - Eugeniusz Szyr (ur. 1915, zm. 2000), od 23 grudnia 1970 do 28 marca 1972
  - Alojzy Karkoszka (ur. 1929, zm. 2001), od 28 maja 1975 do 25 marca 1976
  - Tadeusz Wrzaszczyk (ur. 1932, zm. 2002), od 23 października 1975 do 25 marca 1976
  - Jan Mitręga (ur. 1917, zm. 2007), od 23 grudnia 1970 do 21 lutego 1975
  - Tadeusz Pyka (ur. 1930, zm. 2009), od 23 października 1975 do 25 marca 1976
  - Kazimierz Olszewski (ur. 1917, zm. 2014), od 29 marca 1972 do 25 marca 1976

## Skład prezydium piątego rządu Józefa Cyrankiewicza (od 28 czerwca 1969 do 23 grudnia 1970)
- Prezes Rady Ministrów
  - Józef Cyrankiewicz (ur. 1911, zm. 1989)
- Wiceprezesi Rady Ministrów
  - Stanisław Kociołek (ur. 1933, zm. 2015), od 30 czerwca 1970 do 23 grudnia 1970
  - Marian Olewiński (ur. 1912, zm. 1982), od 28 czerwca 1969 do 30 czerwca 1970
  - Zdzisław Tomal (ur. 1921, zm. 1984), od 28 czerwca 1969 do 23 grudnia 1970
  - Stanisław Majewski (ur. 1915, zm. 1985), od 28 czerwca 1969 do 23 grudnia 1970
  - Józef Kulesza (ur. 1919, zm. 1985), od 6 marca 1970 do 23 grudnia 1970
  - Piotr Jaroszewicz (ur. 1909, zm. 1992), od 28 czerwca 1969 do 23 grudnia 1970
  - Mieczysław Jagielski (ur. 1924, zm. 1997), od 30 czerwca 1970 do 23 grudnia 1970
  - Eugeniusz Szyr (ur. 1915, zm. 2000), od 28 czerwca 1969 do 23 grudnia 1970

## Skład prezydium czwartego rządu Józefa Cyrankiewicza (od 25 czerwca 1965 do 27 czerwca 1969)
- Prezes Rady Ministrów
  - Józef Cyrankiewicz (ur. 1911, zm. 1989)
- Wiceprezesi Rady Ministrów
  - Julian Tokarski (ur. 1903, zm. 1977), od 25 czerwca 1965 do 14 grudnia 1965
  - Zenon Nowak (ur. 1905, zm. 1980), od 25 czerwca 1965 do 22 grudnia 1968
  - Eugeniusz Szyr (ur. 1915, zm. 2000), od 25 czerwca 1965 do 22 grudnia 1968
  - Franciszek Waniołka (ur. 1912, zm. 1971), od 25 czerwca 1965 do 22 grudnia 1968
  - Stefan Ignar (ur. 1908, zm. 1992), od 25 czerwca 1965 do 27 czerwca 1969
  - Piotr Jaroszewicz (ur. 1909, zm. 1992), od 25 czerwca 1965 do 27 czerwca 1969

## Skład prezydium trzeciego rządu Józefa Cyrankiewicza (od 18 maja 1961 do 24 czerwca 1965)
- Prezes Rady Ministrów
  - Józef Cyrankiewicz (ur. 1911, zm. 1989)
- Wiceprezesi Rady Ministrów
  - Stefan Ignar (ur. 1908, zm. 1992), od 18 maja 1961 do 24 czerwca 1965
  - Piotr Jaroszewicz (ur. 1909, zm. 1992), od 18 maja 1961 do 24 czerwca 1965
  - Zenon Nowak (ur. 1905, zm. 1980), od 18 maja 1961 do 24 czerwca 1965
  - Eugeniusz Szyr (ur. 1915, zm. 2000), od 18 maja 1961 do 24 czerwca 1965
  - Julian Tokarski (ur. 1903, zm. 1977), od 18 maja 1961 do 24 czerwca 1965
  - Franciszek Waniołka (ur. 1912, zm. 1971), od 28 lipca 1962 do 24 czerwca 1965

## Skład prezydium drugiego rządu Józefa Cyrankiewicza (od 27 lutego 1957 do 15 maja 1961)
- Prezes Rady Ministrów
  - Józef Cyrankiewicz (ur. 1911, zm. 1989)
- Wiceprezesi Rady Ministrów
  - Eugeniusz Stawiński (ur. 1905, zm. 1989), od 27 lutego 1957 do 15 maja 1961
  - Zenon Nowak (ur. 1905, zm. 1980), od 27 lutego 1957 do 15 maja 1961
  - Stefan Ignar (ur. 1908, zm. 1992), od 27 lutego 1957 do 15 maja 1961
  - Piotr Jaroszewicz (ur. 1909, zm. 1992), od 27 lutego 1957 do 15 maja 1961
  - Eugeniusz Szyr (ur. 1915, zm. 2000), od 27 października 1959 do 15 maja 1961
  - Julian Tokarski (ur. 1903, zm. 1977), od 27 października 1959 do 15 maja 1961

## Skład prezydium pierwszego rządu Józefa Cyrankiewicza (kontynuacja rządu Bolesława Bieruta) (od 18 marca 1954 od 20 lutego 1957)
- Prezes Rady Ministrów
  - Józef Cyrankiewicz (ur. 1911, zm. 1989)
- Wiceprezesi Rady Ministrów
  - Jakub Berman (ur. 1901, zm. 1984), od 18 marca 1954 do 4 maja 1956
  - Hilary Minc (ur. 1905, zm. 1974), I zastępca Premiera od 18 marca 1954 do 10 października 1956
  - Zenon Nowak (ur. 1905, zm. 1980), II zastępca Premiera od 18 marca 1954 do 24 października 1956
  - Tadeusz Gede (ur. 1911, zm. 1982), od 18 marca 1954 do 24 października 1956
  - Stefan Jędrychowski (ur. 1910, zm. 1996), od 18 marca 1954 do 24 października 1956
  - Konstanty Rokossowski (ur. 8 grudnia / 21 grudnia 1896, zm. 1968), od 18 marca 1954 do 13 listopada 1956
  - Piotr Jaroszewicz (ur. 1909, zm. 1992), od 18 marca 1954 do 20 lutego 1957
  - Stanisław Łapot (ur. 1914, zm. 1972), od 14 maja 1954 do 20 lutego 1957
  - Franciszek Jóźwiak (ur. 1895, zm. 1966), od 16 kwietnia 1955 do 20 lutego 1957
  - Eugeniusz Stawiński (ur. 1905, zm. 1989), od 4 maja 1956 do 20 lutego 1957
  - Zenon Nowak (ur. 1905, zm. 1980), od 24 października 1956 do 20 lutego 1957
  - Stefan Ignar (ur. 1908, zm. 1992), od 24 października 1956 do 20 lutego 1957

## Skład prezydium pierwszego rządu Bolesława Bieruta (od 20 listopada 1952 do 18 marca 1954)
- Prezes Rady Ministrów
  - Bolesław Bierut (ur. 1892, zm. 1956)
- Wiceprezesi Rady Ministrów
  - Józef Cyrankiewicz (ur. 1911, zm. 1989), od 20 listopada 1952 do 18 marca 1954
  - Władysław Dworakowski (ur. 1908, zm. 1976), od 20 listopada 1952 do 18 marca 1954
  - Tadeusz Gede (ur. 1911, zm. 1982), od 20 listopada 1952 do 18 marca 1954
  - Piotr Jaroszewicz (ur. 1909, zm. 1992), od 20 listopada 1952 do 18 marca 1954
  - Stefan Jędrychowski (ur. 1910, zm. 1996), od 20 listopada 1952 do 18 marca 1954
  - Hilary Minc (ur. 1905, zm. 1974), od 20 listopada 1952 do 18 marca 1954
  - Zenon Nowak (ur. 1905, zm. 1980), od 20 listopada 1952 do 18 marca 1954
  - Konstanty Rokossowski (ur. 8 grudnia / 21 grudnia 1896, zm. 1968), od 20 listopada 1952 do 18 marca 1954

## Skład prezydium pierwszego rządu Józefa Cyrankiewicza (od 6 lutego 1947 do 20 listopada 1952)
- Prezes Rady Ministrów
  - Józef Cyrankiewicz (ur. 1911, zm. 1989)
- Wiceprezesi Rady Ministrów
  - Władysław Gomułka (ur. 1905, zm. 1982), od 6 lutego 1947 do 20 stycznia 1949
  - Antoni Korzycki (ur. 1904, zm. 1990), od 6 lutego 1947 do 20 listopada 1952
  - Aleksander Zawadzki (ur. 1899, zm. 1964), od 20 stycznia 1949 do 10 czerwca 1949 i od 28 kwietnia 1950 do 20 listopada 1952
  - Hilary Minc (ur. 1905, zm. 1974), od 20 kwietnia 1949 do 20 listopada 1952
  - Hilary Chełchowski (ur. 1908, zm. 1983), od 10 czerwca 1950 do 20 listopada 1952
  - Stefan Jędrychowski (ur. 1910, zm. 1996), od 12 grudnia 1951 do 20 listopada 1952
  - Tadeusz Gede (ur. 1911, zm. 1982), od 30 czerwca 1952 do 20 listopada 1952

## Tymczasowy Rząd Jedności Narodowej (od 28 czerwca 1945 do 6 lutego 1947)
- Prezes Rady Ministrów
  - Edward Osóbka-Morawski (ur. 1909, zm. 1997)
- Wiceprezesi Rady Ministrów
  - Władysław Gomułka (ur. 1905, zm. 1982), od 28 czerwca 1945 do 6 lutego 1947
  - Stanisław Mikołajczyk (ur. 1901, zm. 1966), od 28 czerwca 1945 do 6 lutego 1947

## Rząd Tymczasowy Rzeczypospolitej Polskiej (od 31 grudnia 1944 do 28 czerwca 1945)
- Prezes Rady Ministrów
  - Edward Osóbka-Morawski (ur. 1909, zm. 1997)
- Wiceprezesi Rady Ministrów
  - Stanisław Janusz (ur. 1890, zm. 1970), od 31 grudnia 1944 do 28 czerwca 1945
  - Władysław Gomułka (ur. 1905, zm. 1982), od 31 grudnia 1944 do 28 czerwca 1945

## Polski Komitet Wyzwolenia Narodowego (od 21 lipca 1944 do 31 grudnia 1944)
- Prezes Rady Ministrów
  - Edward Osóbka-Morawski (ur. 1909, zm. 1997)
- Wiceprzewodniczący PKWN
  - Wanda Wasilewska (ur. 1905, zm. 1964), od 21 lipca 1944 do 31 grudnia 1944
  - Andrzej Witos (ur. 1878, zm. 1973), od 21 lipca 1944 do 9 października 1944
  - Stanisław Janusz (ur. 1890, zm. 1970), od 9 października 1944 do 31 grudnia 1944